# Ева Майдел
Ева Константинова Майдел (по баща Паунова) е български политик от партия ГЕРБ и евродепутат от партия ЕНП/ГЕРБ от юли 2014 г. до ден днешен.

## Биография
Родена е на 26 януари 1986 година в София, в семейството на Константин и Зоя Паунови и израства в Дупница. През 2005 година завършва Частна езикова гимназия „Професор доктор Васил Златарски“. Същата година става управител на „Транс уърлд бизнес“ ООД.
През 2008 г. получава бакалавърска степен по международни отношения в Университета „Джон Кабот“ в Рим. 

### Дейност в Европейския парламент
От 2009 г. е била политически секретар на евродепутатката от ГЕРБ Илиана Иванова, от 2012 г. работи за групата на ГЕРБ в Европейския парламент, а през 2014 година е избрана за евродепутат.  През първия си мандат от 2014 г. до 2019 г. тя била е член на Комисията по вътрешния пазар и защита на потребителите (IMCO) и заместник на Комисията по икономически и парични въпроси (ECON).
Към края на 2017 г. е избрана за президент на най-голямата европейска организация – Европейско движение.
През 2019 г. Мейдел е преизбрана в Европейския парламент, където продължава да работи в комисията ECON и в комисията по по промишленост, изследвания и енергетика (ITRE). Член е на Делегацията за връзки с Япония, както и на Делегацията за връзки със САЩ.
През 2024 г. е преизбрана в Европейския парламент.
Майдел е един от водещите преговарящи по първия в света Закона за изкуствения интелект, както и по законодателството за микрочипове на ЕС.
Приоритетите на нейната работа включват иновации и използване на нови технологии за подпомагане на европейската конкурентоспособност, както и насърчаване на сътрудничеството между глобални съмишленици в областта на технологиите и демокрацията.

## Признание
През 2015 г. списание Parliament Magazine определя Мейдел за „най-добър новодошъл“ на Европейския парламент и тя влиза в списъка на Politico с „хора, които оформят Европа“. През 2016 г. тя беше избрана от Forbes за най-добрата селекция „30 под 30“ в Европа